# Lorenzo Guerini
Lorenzo Guerini (ur. 21 listopada 1966 w Lodi) – włoski polityk i samorządowiec, deputowany, w latach 2019–2022 minister obrony.

## Życiorys
Ukończył nauki polityczne na Katolickim Uniwersytecie Najświętszego Serca w Mediolanie. Pracował zawodowo jako doradca w branży ubezpieczeniowej.
Działalność polityczną rozpoczął w ramach Chrześcijańskiej Demokracji. Po jej rozwiązaniu należał do Włoskiej Partii Ludowej, z którą współtworzył Margheritę. Z tym ugrupowaniem dołączył następnie do Partii Demokratycznej. Był zastępcą sekretarza PD, gdy funkcję tę pełnił Matteo Renzi.
Zasiadał w radzie miejskiej Lodi, zajmował stanowisko asesora do spraw służb społecznych w zarządzie tej miejscowości. Od 1995 przed dwie kadencje sprawował urząd prezydenta prowincji Lodi. W latach 2005–2012 był burmistrzem swojej rodzinnej miejscowości. W wyborach w 2013 uzyskał po raz pierwszy mandat posła do Izby Deputowanych. W 2018 z powodzeniem ubiegał się o reelekcję. Przez część XVIII kadencji przewodniczył parlamentarnej komisji do spraw bezpieczeństwa.
5 września 2019 objął stanowisko ministra obrony w nowo powołanym drugim rządzie Giuseppe Contego. Pozostał na tej funkcji również w utworzonym 13 lutego 2021 gabinecie Maria Draghiego. Zakończył urzędowanie w październiku 2022.
Wcześniej w tym samym roku po raz kolejny został wybrany do niższej izby włoskiego parlamentu.